# Joseph Yuvaraj Pillay
Joseph Yuvaraj Pillay, (Klang, Selangor —actualmente Malasia— 30 de marzo de 1934), también conocido como J. Y. Pillay, fue el Presidente interino de Singapur, sucediendo a Tony Tan Keng Yam de la presidencia luego de la culminación de su mandato el 31 de agosto de 2017 hasta el 13 de septiembre de 2017, cuando Halimah Yacob fue declarada Presidente. Sirvió 34 años (hasta 1995) como funcionario de alto rango y empresario. Él es uno de los pioneros que ayudaron a construir la economía de Singapur después de su separación de Malasia en 1965.

## Vida y carrera
Pillay nació en Klang en Selangor, Malasia en 1934.
Su contribución más significativa fue la construcción de Singapore Airlines en una compañía de clase mundial. Se desempeñó como Presidente de Singapore Airlines desde 1972 hasta 1996. Es uno de los pocos oficiales de la Función Pública en llegar Personal Grado III. Está casado con Beatrice Mary Rasammah desde 1963.
Fue el presidente  de la Bolsa de Singapur entre 1999 y 2010.
Fue el presidente de Tiger Airways Holdings a partir de 2011 hasta 2014. En la actualidad es el presidente del Consejo de Asesores Presidenciales.
Fue el presidente interino de Singapur desde el 1 de septiembre de 2017 cuando culminó el mandato presidencial de Tony Tan Keng Yam el 31 de agosto de 2017, hasta que Halimah Yacob juramentó al cargo el 13 de septiembre de 2017.

## Premios
En 2012, la Universidad Nacional de Singapur (NUS) la creación de dos cátedras en su honor, por sus contribuciones.
Por su servicio público, Pillay fue galardonado con la Orden de Nila Utama de primera clase, uno de los más prestigiosos del Día Nacional de Premios de Singapur el 9 de agosto de 2012.